# Іжак
Іжак (угор. Izsák) — місто в медьє Бач-Кішкун в Угорщині. Місто займає площу 113,76 км  2 , на якій проживає 6243 жителів.
| Угорщина | Це незавершена стаття з географії Угорщини. Ви можете допомогти проєкту, виправивши або дописавши її. |